# Хэмпсон, Гарретт
Гарретт Риз Хэмпсон (англ. Garrett Reese Hampson; 10 октября, 1994, Рино, Невада) — американский бейсболист, выступающий на позициях центрфилдера и игрока второй базы за клуб Главной лиги бейсбола «Майами Марлинс».

## Биография

### Ранние годы
Родился и вырос в Рино, Невада, посещал местную старшую школу. Занимался баскетболом и бейсболом. За три года выступлений за школьную команду дважды стал чемпионом штата среди школ, при этом имел показатель отбивания 46,9 %, сделал 418 хитов и набрал 158 ранов. После выпуска из школы на драфте Главной лиги бейсбола 2013 года в 26-м раунде был выбран клубом «Вашингтон Нэшионалс», но предпочёл не подписывать контракт, а играть за команду Университета штата Калифорнии «Лонг-Бич Стейт».
Всего за «Дертбагс» выступал три сезона. В среднем имел процент отбивания 30,3, сделал 213 хитов (17-й результат в истории команды) и украл 50 баз (третий). В 2014 году был назван лучшим полевым игроком первого курса в конференции Большой Запад, а в 2016 году — лучшим защитником конференции. После сезонов 2014 и 2015 играл в команде по летнему университетскому бейсболу «Чатем Энглерс» в Бейсбольной лиге Кейп-Кода.

## Профессиональная карьера

### Колорадо Рокиз
Был выбран клубом «Колорадо Рокиз» на драфте Главной бейсбольной лиги 2016 года в третьем раунде. Первый сезон в клубе Лиги пионеров «Бойсе Хокс». Имел процент отбивания 30,1 и 44 Runs batted in (RBI), отбил два хоум-рана и украл 36 баз. Перед сезоном 2017 был назван 19-м самым перспективным игроком в системе «Рокиз». В том сезоне играл за клуб Калифорнийской лиги А класса «Ланкастер Джетхокс». Имел процент отбивания 32,6 и 70 RBI, украл 51 базу и отбил восемь хоум-ранов. 20 июня принял участие в Матче всех звёзд лиги.
21 июля 2018 года впервые был вызван в состав «Рокиз» и дебютировал в тот же день. В дебютном сезоне сыграл 24 игры, в которых имел процент отбивания 27,5 и 4 RBI и украл две базы. С командой вышел в дивизионную серию Национальной лиги, где проиграл «Милуоки Брюэрс». В следующем сезоне понизил свой процент отбивания до 24,7 в 105 играх, увеличил RBI до 27, украл 15 баз и отбил восемь хоум-ранов. Также набрал наивысшую скорость спринта среди всех игроков второй базы в лиге (30,1 футов в секунду).
В сезоне 2020 ещё больше понизил свой процент отбивания до 23,4, RBI до 11, количество украденных баз до 6, хоум-ранов до 5, а игр до 53. Несмотря на это, отбил три трипла, что стало четвёртым результатом в лиге. В следующем сезоне провёл 147 игр, набрав тот же процент отбивания 23,4, повысив RBI до 33, количество украденных баз до 17, а хоум-ранов до 11. Семь раз прервал попытку украсть базу, что стало вторым результатом в лиге, шесть раз отбил дабл (пятый результат в лиге).
Сезон 2022 стал настоящим провалом для Хэмпсона. В 90 играх имел процент отбивания всего 21,1, RBI 15, украл 12 баз и отбил два хоум-рана. 18 ноября 2022 года стал свободным агентом.

### Майами Марлинс
18 декабря 2022 года подписал контракт с клубом «Майами Марлинс». 15 марта 2023 года был выбран в ростер на сезон 2023.